# Шемигон, Алексей Родионович
Алексей Родионович Шемигон (1916 — 20 августа 1944) — командир роты 468-го стрелкового полка (111-я стрелковая дивизия, 52-я армия, 2-й Украинский фронт), лейтенант. Герой Советского Союза.

## Биография
Родился в 1916 году в селе Виловка ныне Змиёвского района Харьковской области. Работал слесарем в Харьковском локомотивном депо.
В Красной Армии с 1937 года. С началом Великой Отечественной войны воевал на Западном фронте. Участвовал в боях на Северном Кавказе. Был награждён медалью «За боевые заслуги».
В ходе Ясско-Кишинёвской операции одним из первых поднял роту в атаку. Шемигон подобрался к огневой точке и закрыл собой амбразуру дзота. Это позволило роте выбить противника с занимаемого рубежа с меньшими потерями.
24 марта 1945 года за мужество, отвагу и героизм лейтенант Шемигон Алексей Родионович посмертно удостоен звания Героя Советского Союза.